# Dorfgastein
Dorfgastein è un comune austriaco di 1 641 abitanti nel distretto di Sankt Johann im Pongau, nel Salisburghese.